# الفتى الأزرق
الفتى الأزرق (بالإنجليزية: The Blue Boy)‏ (رسمت حوالي سنة 1770) هي لوحة فنية رسمت بالزيت بواسطة توماس غينزبرة، وهي الآن في مكتبة هنتنغتون، سان مارينو، كاليفورنيا.
الفتى الأزرق ربما كانت من أشهر أعمال Gainsborough، يُعتقد أنها كانت صورة لجوناثان باتل (1752-1805)، ابن تاجر أجهزة ثري، على الرغم من عدم إثبات ذلك مطلقًا. إنها دراسة أزياء تاريخية بالإضافة إلى صورة؛ تُعتبر لوحة الشباب في ملابسه التي تعود إلى القرن السابع عشر بمثابة تكريم غينزبورو لأنتوني فان ديك وهي تشبه إلى حد بعيد صور فان ديك لتشارلز الثاني عندما كان صبيًا.

## وصلات خارجية
- الموقع الرسمي